# Pandáreo

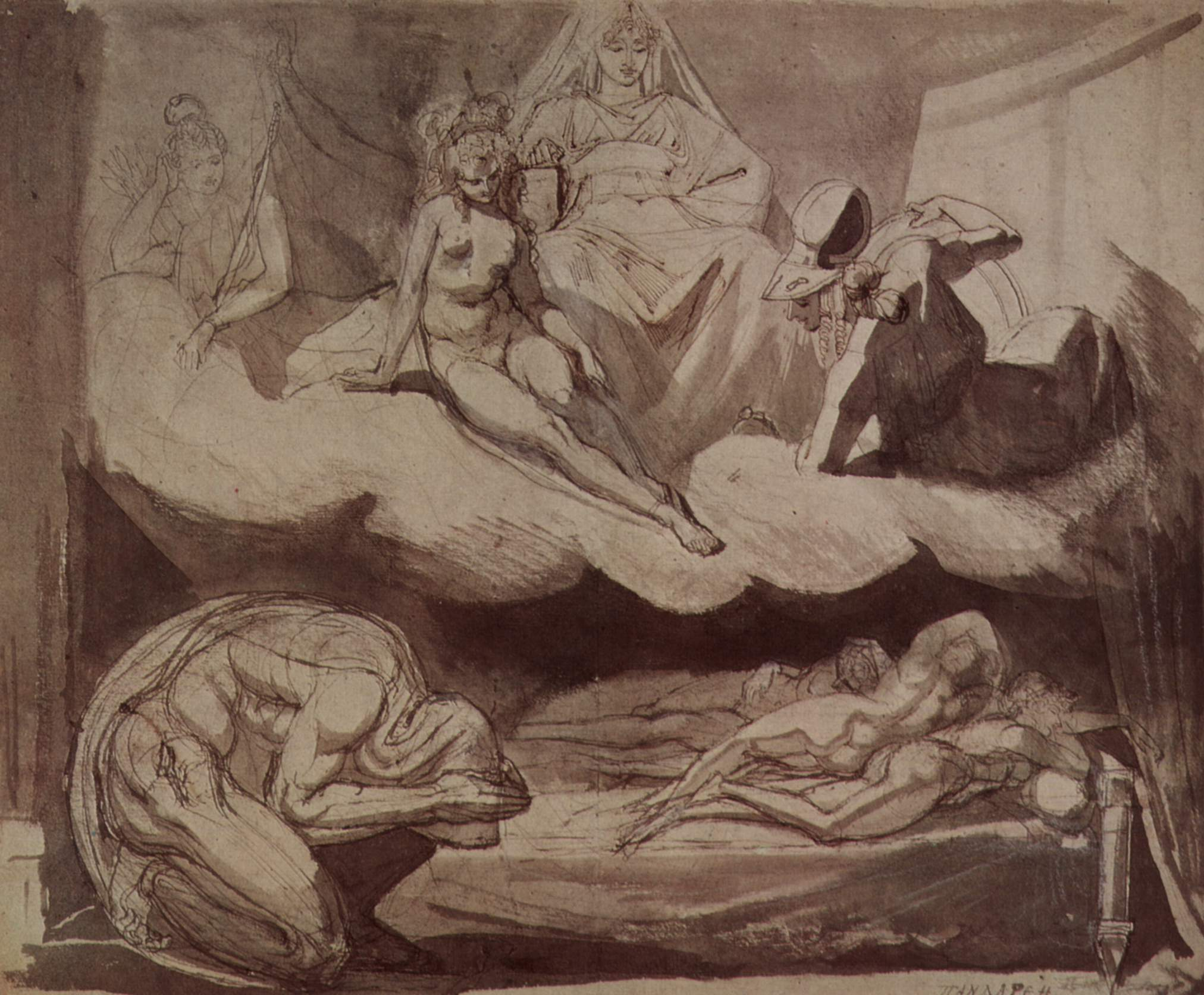
Füssli: Las hijas de Pandáreo (Die Töchter des Pandareos, ca. 1795).

En la mitología griega, Pandáreo (griego antiguo Πανδάρεως, Pandáreôs) era el nombre de dos personajes que algunos autores, como Pausanias, tienden a fundir en uno.
El primero, hijo de Mérope, era de Mileto, una ciudad cretense. Robó el perro de oro que, por deseo de Rea, vigilaba a la cabra que amamantaba a Zeus cuando éste era todavía un niño, y que posteriormente custodiaba en el templo de Zeus en Dicte. Entregó el perro a Tántalo para que lo ocultara hasta que se pasara la alarma inicial, pero cuando le pidió que se lo devolviera, Tántalo juró que no sabía nada del asunto. Zeus castigó a los dos: a Pandáreo lo convirtió en piedra, y a Tántalo lo fulminó con un rayo, y le colocó sobre su cabeza el monte Sípilo. Otra versión narra que Pandáreo y su mujer, Harmótoe, lograron huir a Sicilia, donde Zeus los mató. Las diosas Hera, Artemisa y Afrodita se hicieron cargo de Camiro y Clitie (o Cleotera), las dos hijas de Pandáreo y Harmótoe, pero las Harpías se apoderaron de las muchachas y las entregaron después a las Erinias como esclavas.
El segundo Pandáreo, de Éfeso, había recibido el don de Deméter de que por mucho que comiera, nunca sentiría lleno el estómago. Era el padre de dos hijas llamadas Aedón y Quelidón (o Quelidónide). La primera se casó con Politecno de Colofón, y vivieron tan felices que alardeaban de llevarse mejor que Zeus y Hera. Los dioses, ofendidos, les enviaron a Eris (la discordia) para que arruinara su matrimonio. Así, en una visita que hizo Politecno a su suegro, engañó a su cuñada diciéndole que Aedón quería verla, la llevó a un bosque cercano y allí la violó. Las dos hermanas, para vengarse, cocinaron al único hijo de Politecno, llamado Itis, y se lo sirvieron para comer. Al darse cuenta de lo que había pasado, Politecno persiguió a las infanticidas hasta la casa de su padre, donde se habían escondido. Sin embargo, los criados de Pandáreo consiguieron atar a Politecno en mitad del campo y lo untaron de miel para que fuera devorado por los insectos. Aedón, por compasión, acudió a socorrerle, ante lo cual sus padres y su hermano querían matarla, pero Zeus, conmovido por las desgracias de esta familia, los convirtió en aves: Aedón en ruiseñor, Quelidón en golondrina, el hermano de ambas en abubilla, Politecno en pájaro carpintero (o pico carpintero), Pandáreo en águila marina y la esposa de Pandáreo en alción.
En otra versión se dice también que Pandáreo fue padre de Aedón, pero se narra un mito diferente acerca de esta: en este relato estaba casada con Zeto y ,celosa de la numerosa prole que tenía su cuñada Níobe, decidió matar a uno de sus sobrinos. Por error, o por designio de los dioses, mató a su propio hijo, Itilo y fue tanto su dolor que se convirtió en ruiseñor.